# Pyrausta coracinalis
Pyrausta coracinalis là một loài bướm đêm trong họ Crambidae.